# Zeynep Değirmencioğlu
Zeynep Değirmencioğlu (* 12. September 1954 in Istanbul, Türkei) ist eine türkische Filmschauspielerin. Sie war der berühmteste Kinderstar in der türkischen Filmgeschichte.

## Biografie
Sie ist die Tochter des Drehbuchautors Hamdi Değirmencioğlu und die Cousine von Ömer Dönmez. Schon mit zwei Jahren spielte sie ihre erste Rolle in Papatya. Dann stand sie für die Filme Duvaklı Göl und Fırtına als Kinderstar vor Kamera. Ihren größten Erfolg erreichte sie 1960 mit der Hauptrolle in Ayşecik. Dort spielt sie ein kleines Mädchen, das den Armen hilft und den Bösen Lektionen erteilt. Der Film wurde zu einem Wendepunkt im türkischen Kino, ihm folgte eine Serie mit mehr als zehn Episoden. Außerdem wurden viele ähnliche Filme gedreht, in denen Kinder Hauptrollen spielten.
Değirmencioğlu übt derzeit in Istanbul ihren erlernten Beruf als Immobilienkauffrau aus und schreibt für die Zeitung Tercüman. Sie ist geschieden und hat zwei Kinder. 2012 wurde in Istanbul ein Restaurant eröffnet, das ihren Nachnamen trägt.

## Filmografie
- 1956: Papatya
- 1958: Ölümden De Acı
- 1958: Funda
- 1958: Duvaklı Göl
- 1959: Ömrüm Böyle Geçti
- 1960: Ayşecik Şeytan Çekici
- 1960: Ayşecik
- 1961: Altın Kalpler
- 1962: Ayşecik Yavru Melek
- 1962: Ayşecik Ateş Parçası
- 1963: Ayşecik Fakir Prenses
- 1963: Ayşecik Canımın İçi
- 1964: Öksüz Kız
- 1964: Ayşecik Cimcime Hanım
- 1964: Ayşecik Çıtı Pıtı Kız
- 1965: Ayşecik Boş Beşik
- 1965: İki Yavrucak
- 1966: Sokak Kızı
- 1966: Çalıkuşu
- 1967: Zehirli Çiçek
- 1967: Merhamet
- 1967: Ayşecik Canım Annem
- 1968: Yüzbaşının Kızı
- 1968: Yuvana Dön Baba
- 1969: Ayşecik Yuvanın Bekçileri
- 1969: Sevgili Babam
- 1969: Ayşecik'le Ömercik
- 1969: Fakir Kızın Romanı
- 1970: Yavrum
- 1970: Ayşecik Sana Tapıyorum
- 1970: Pamuk Prenses Ve 7 Cüceler
- 1971: Ayşecik Ve Sihirli Cüceler Rüyalar Ülkesinde
- 1971: Hayat Sevince Güzel
- 1971: Ayşecik Bahar Çiçeği
- 1971: Sinderella Kül Kedisi
- 1972: Hayat Mı Bu
- 1972: Gelinlik Kızlar
- 1972: İlk Aşk
- 1973: Anneler Günü
- 1973: Öksüzler
- 1973: Özleyiş
- 1973: Kara Sevda
- 1974: Yayla Kızı
- 1974: Macera Yolu